# Колонія імені Максима Горького

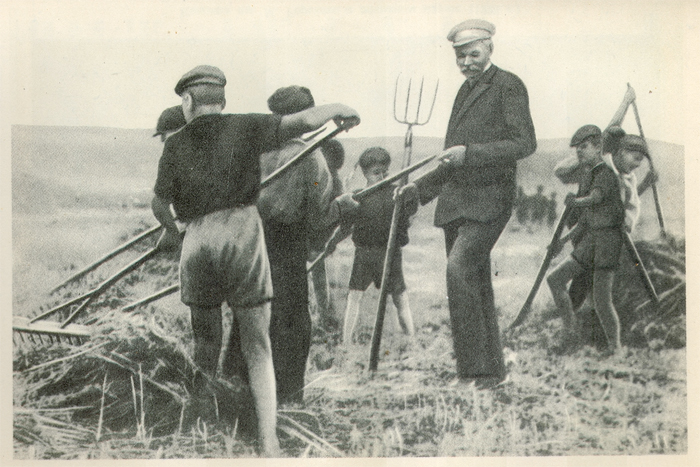
М. Горький спостерігає за роботою вихованців колонії

Колонія імені Максима Горького — трудова колонія, виховний заклад для неповнолітніх правопорушників, що діяв у селі Ковалівка, поблизу Полтави, УСРР у 20-30-их рр. XX ст.

## Історія
Відкрита Полтавським губернським відділом народної освіти 25 серпня 1920 р. на хуторі Триби, що за 6 км від Полтави. Від вересня 1920 р. до вересень 1928 колонію очолював А. С. Макаренко. У березні 1921 р. закладу присвоєно ім'я Максима Горького. У листопаді 1921 р. колонія була переведена до с. Ковалівка та розташовувалася там у колишньому маєтку В. Трепке. Від жовтня 1923 р. перебувала у віданні Наркомосу УСРР. Стала «дослідно-показовою» серед закладів такого типу в Україні. Восени 1926 р. колонія була переведена за 8 км від Харкова до селища Куряж, де розташовувалася в будівлях закритого напередодні Курязького Свято-Преображенського монастиря. У липні 1928 р. її відвідав Максим Горький. Від 1936 р. перебувала в системі дитячих закладів НКВС УСРР.

## Відомі особи
- Макаренко Антон Семенович (1888—1939) — засновник і керівник Колонії з 1920 по 1928 р.
- Терський Віктор Миколайович (1898—1965) — організатор і керівник позакласної роботи в Колонії (а згодом і в Комуні), найближчий сподвижник А. С. Макаренко (в «Педагогічній поемі» — В. М. Перський).
- Калабалін Семен Опанасович (1903—1972) — вихованець Колонії, одна з головних дійових осіб «Педагогічної поеми» (названий Семеном Карабановим), пізніше — фізрук Комуни ім. Ф. Е. Дзержинського, фронтовик і завідувач рядом дитячих будинків.